# Acrocalanus andersoni
Acrocalanus andersoni is een eenoogkreeftjessoort uit de familie van de Paracalanidae. De wetenschappelijke naam van de soort is voor het eerst geldig gepubliceerd in 1958 door Bowman.